# Lijst van voetbalinterlands Antigua en Barbuda - Dominica (vrouwen)
Deze lijst van voetbalinterlands is een overzicht van alle officiële voetbalinterlands tussen de nationale vrouwenteams van Antigua en Barbuda en Dominica. De landen hebben tot nu toe vier keer tegen elkaar gespeeld.

## Wedstrijden
| № | Plaats       | Datum           | Competitie                            | Wedstrijd                     | Uitslag |
| - | ------------ | --------------- | ------------------------------------- | ----------------------------- | ------- |
| 1 | Saint John's | 3 oktober 2007  | Olympische Spelen 2008 kwalificatie   | Antigua en Barbuda − Dominica | 3 − 0   |
| 2 | Le Moule     | 1 juli 2012     | Vriendschappelijk                     | Antigua en Barbuda − Dominica | 2 − 3   |
| 3 | Gros Islet   | 25 oktober 2023 | CONCACAF W Gold Cup 2024 kwalificatie | Dominica − Antigua en Barbuda | 0 − 0   |
| 4 | Piggotts     | 29 oktober 2023 | CONCACAF W Gold Cup 2024 kwalificatie | Antigua en Barbuda − Dominica | 1 − 2   |

## Samenvatting
| Competitie                       | Totaal gespeeld | Winst Antigua en Barbuda | Gelijk | Winst Dominica | Doelsaldo Antigua en Barbuda – Dominica |
| -------------------------------- | --------------- | ------------------------ | ------ | -------------- | --------------------------------------- |
| Olympische Spelen kwalificatie   | 1               | 1                        | 0      | 0              | 3 − 0                                   |
| CONCACAF W Gold Cup kwalificatie | 2               | 0                        | 1      | 1              | 1 − 2                                   |
| Vriendschappelijk                | 1               | 0                        | 0      | 1              | 2 − 3                                   |
| Totaal                           | 4               | 1                        | 1      | 2              | 6 − 5                                   |